# Тэнряку
Тэнряку или Тэнрэки (яп. 天暦 тэнряку, небесный календарь) — девиз правления (нэнго) японского императора Мураками с 947 по 957 год .

## Продолжительность
Начало и конец эры:
- 22-й день 4-й луны 10-го года Тэнгё (по юлианскому календарю — 15 мая 947 года);
- 27-й день 10-й луны 11-го года Тэнряку (по юлианскому календарю — 21 ноября 957 года).

## Происхождение
Название нэнго было заимствовано из классического древнекитайского сочинения Лунь юй:「天之暦数、在爾躬」.

## События
- 947 год (9-я луна 1-го года Тэнряку) — начало строительства храма Китано (яп. 北野天満宮)[6];
- 947 год (11-я луна 1-го года Тэнряку) — император отправился на охоту в Удзи[6];
- 948 год (2-й год Тэнряку) — летом выдалась сильная засуха, сменившаяся проливными дождями осенью[6];
- 29 сентября 948 года (24-й день 8-й луны 2-го года Тэнряку) — на небе одновременно наблюдались солнце и луна[6];
- 949 год (14-й день 8-й луны 3-го года Тэнряку) — Фудзивара-но Тадахира умер в возрасте 70 лет. В течение 20 лет он занимал должность сэссё, в течение 8 лет — кампаку[7];
- 9 сентября 949 года (9-я луна 3-го года Тэнряку) — дайдзё тэнно Ёдзэй умер в возрасте 82 лет[7];
- 950 год (7-я луна 4-го года Тэнряку) — император Мураками объявил своего малолетнего сына, Норихиру, наследным принцем[7];
- 951—952 гг. — написано Ямато-моногатари, один из важнейших памятников японской литературы периода Хэйан[8].

## Сравнительная таблица
Ниже представлена таблица соответствия японского традиционного и европейского летосчисления. В скобках к номеру года японской эры указано название соответствующего года из 60-летнего цикла китайской системы гань-чжи. Японские месяцы традиционно названы лунами.
| 1-й год Тэнряку (Огненная Коза)        | 1-я луна       | 2-я луна*              | 3-я луна  | 4-я луна* | 5-я луна* | 6-я луна              | 7-я луна* | 7-я луна* (високосная) | 8-я луна    | 9-я луна               | 10-я луна* | 11-я луна    | 12-я луна     |
| -------------------------------------- | -------------- | ---------------------- | --------- | --------- | --------- | --------------------- | --------- | ---------------------- | ----------- | ---------------------- | ---------- | ------------ | ------------- |
| Юлианский календарь                    | 25 января 947  | 24 февраля             | 25 марта  | 24 апреля | 23 мая    | 21 июня               | 21 июля   | 19 августа             | 17 сентября | 17 октября             | 16 ноября  | 15 декабря   | 14 января 948 |
| 2-й год Тэнряку (Земляная Обезьяна)    | 1-я луна       | 2-я луна*              | 3-я луна  | 4-я луна* | 5-я луна* | 6-я луна              | 7-я луна* | 8-я луна*              | 9-я луна    | 10-я луна              | 11-я луна* | 12-я луна    |               |
| Юлианский календарь                    | 13 февраля 948 | 14 марта               | 12 апреля | 12 мая    | 10 июня   | 9 июля                | 8 августа | 6 сентября             | 5 октября   | 4 ноября               | 4 декабря  | 2 января 949 |               |
| 3-й год Тэнряку (Земляной Петух)       | 1-я луна       | 2-я луна*              | 3-я луна  | 4-я луна  | 5-я луна* | 6-я луна*             | 7-я луна  | 8-я луна*              | 9-я луна*   | 10-я луна              | 11-я луна  | 12-я луна*   |               |
| Юлианский календарь                    | 1 февраля 949  | 3 марта                | 1 апреля  | 1 мая     | 31 мая    | 29 июня               | 28 июля   | 27 августа             | 25 сентября | 24 октября             | 23 ноября  | 23 декабря   |               |
| 4-й год Тэнряку (Металлическая Собака) | 1-я луна       | 2-я луна*              | 3-я луна  | 4-я луна  | 5-я луна* | 5-я луна (високосная) | 6-я луна* | 7-я луна               | 8-я луна*   | 9-я луна               | 10-я луна* | 11-я луна    | 12-я луна*    |
| Юлианский календарь                    | 21 января 950  | 20 февраля             | 21 марта  | 20 апреля | 20 мая    | 18 июня               | 18 июля   | 16 августа             | 15 сентября | 14 октября             | 13 ноября  | 12 декабря   | 11 января 951 |
| 5-й год Тэнряку (Металлическая Свинья) | 1-я луна       | 2-я луна*              | 3-я луна  | 4-я луна  | 5-я луна* | 6-я луна              | 7-я луна* | 8-я луна               | 9-я луна*   | 10-я луна              | 11-я луна* | 12-я луна    |               |
| Юлианский календарь                    | 9 февраля 951  | 11 марта               | 9 апреля  | 9 мая     | 8 июня    | 7 июля                | 6 августа | 4 сентября             | 4 октября   | 2 ноября               | 2 декабря  | 31 декабря   |               |
| 6-й год Тэнряку (Водяная Крыса)        | 1-я луна*      | 2-я луна               | 3-я луна* | 4-я луна  | 5-я луна* | 6-я луна              | 7-я луна* | 8-я луна               | 9-я луна    | 10-я луна*             | 11-я луна  | 12-я луна*   |               |
| Юлианский календарь                    | 30 января 952  | 28 февраля             | 29 марта  | 27 апреля | 27 мая    | 25 июня               | 25 июля   | 23 августа             | 22 сентября | 22 октября             | 20 ноября  | 20 декабря   |               |
| 7-й год Тэнряку (Водяной Бык)          | 1-я луна       | 1-я луна* (високосная) | 2-я луна* | 3-я луна  | 4-я луна* | 5-я луна              | 6-я луна* | 7-я луна               | 8-я луна    | 9-я луна               | 10-я луна* | 11-я луна    | 12-я луна*    |
| Юлианский календарь                    | 18 января 953  | 17 февраля             | 18 марта  | 16 апреля | 16 мая    | 14 июня               | 14 июля   | 12 августа             | 11 сентября | 11 октября             | 10 ноября  | 9 декабря    | 8 января 954  |
| 8-й год Тэнряку (Деревянный Тигр)      | 1-я луна       | 2-я луна*              | 3-я луна* | 4-я луна  | 5-я луна* | 6-я луна              | 7-я луна* | 8-я луна               | 9-я луна    | 10-я луна*             | 11-я луна  | 12-я луна    |               |
| Юлианский календарь                    | 6 февраля 954  | 8 марта                | 6 апреля  | 5 мая     | 4 июня    | 3 июля                | 2 августа | 31 августа             | 30 сентября | 30 октября             | 28 ноября  | 28 декабря   |               |
| 9-й год Тэнряку (Деревянный Кролик)    | 1-я луна*      | 2-я луна               | 3-я луна* | 4-я луна* | 5-я луна  | 6-я луна*             | 7-я луна* | 8-я луна               | 9-я луна    | 9-я луна* (високосная) | 10-я луна  | 11-я луна    | 12-я луна     |
| Юлианский календарь                    | 27 января 955  | 25 февраля             | 27 марта  | 25 апреля | 24 мая    | 23 июня               | 22 июля   | 20 августа             | 19 сентября | 19 октября             | 17 ноября  | 17 декабря   | 16 января 956 |
| 10-й год Тэнряку (Огненный Дракон)     | 1-я луна*      | 2-я луна               | 3-я луна* | 4-я луна* | 5-я луна  | 6-я луна*             | 7-я луна* | 8-я луна               | 9-я луна    | 10-я луна*             | 11-я луна  | 12-я луна    |               |
| Юлианский календарь                    | 15 февраля 956 | 15 марта               | 14 апреля | 13 мая    | 11 июня   | 11 июля               | 9 августа | 7 сентября             | 7 октября   | 6 ноября               | 5 декабря  | 4 января 957 |               |
| 11-й год Тэнряку (Огненная Змея)       | 1-я луна       | 2-я луна*              | 3-я луна  | 4-я луна* | 5-я луна* | 6-я луна              | 7-я луна* | 8-я луна*              | 9-я луна    | 10-я луна*             | 11-я луна  | 12-я луна    |               |
| Юлианский календарь                    | 3 февраля 957  | 5 марта                | 3 апреля  | 3 мая     | 1 июня    | 30 июня               | 30 июля   | 28 августа             | 26 сентября | 26 октября             | 24 ноября  | 24 декабря   |               |

* звёздочкой отмечены короткие месяцы (луны) продолжительностью 29 дней. Остальные месяцы длятся 30 дней.